# Chì(II) sulfat
Chì(II) sunfat hay Sunfat chì(II) (công thức hóa học: PbSO4) là một chất rắn màu trắng, dạng tinh thể nhỏ. Nó còn được gọi là sữa trắng, muối chì axit sulfuric hoặc anglesite.
Nó thường được thấy trong các tấm / điện cực của pin xe ô tô, vì nó được hình thành khi pin được thải ra (khi pin được sạc, thì chì sulfat được chuyển đổi trở lại chì kim loại chì và axít sulfuric hoặc chì dioxide và axit sulfuric). Chì(II) sunfat kém hòa tan trong nước.

## Điều chế
Chì(II) sunfat được điều chế bằng cách xử lý chì oxit, hydroxide hoặc cacbonat với axit sulfuric nóng, hoặc bằng cách xử lý muối chì hòa tan với axit sulfuric.
Ngoài ra, nó có thể được tạo ra bởi sự phản ứng trao đổi của các dung dịch của chì nitrat và natri sunfat.

## Độc tính
Chì(II) sunfat độc hại khi hít phải, ăn mòn và tiếp xúc với da. Đó là một chất độc tích lũy và tiếp xúc lặp lại có thể dẫn đến thiếu máu, hư thận, tổn thương thị lực hoặc làm hư hệ thần kinh trung ương (đặc biệt ở trẻ em). Nó cũng ăn mòn khi tiếp xúc với mắt có thể dẫn đến kích ứng nghiêm trọng hoặc bỏng. Giá trị giới hạn ngưỡng điển hình (trên mức chất gây hại) là 0,15 mg/m³.

## Khoáng sản
Trong tự nhiên chì(II) sunfat được tìm thấy ở dạng quặng anglesit, xảy ra như là một sản phẩm oxy hóa của quặng chì sulfide, galena.

## Chì sunfat cơ bản và hydrogen
Một số chì sulfat cơ bản được biết: PbSO4·PbO; PbSO4·2PbO; PbSO4·3PbO; PbSO4·4PbO. Chúng được sử dụng trong sản xuất kem hoạt tính cho pin chì. Một khoáng vật có liên quan là leadhillit, 2PbCO3·PbSO4·Pb(OH)2.
Ở nồng độ axit sulfuric cao (> 80%), chì(II) bisunfat, Pb(HSO4)2 sẽ được tạo thành.

## Tính chất hoá học
Sulfate chì(II) có thể được hòa tan trong HNO3, HCl, H2SO4 đặc tạo ra các muối axit hoặc các hợp chất phức tạp, và trong phức hợp dung dịch hexahydroxidplumbat(II): [Pb(OH)6]2−
PbSO4(r) + H2SO4(dd đặc) <=> Pb(HSO4)2(dd)
PbSO4(s) + 4NaOH(dd) → Na2Pb(OH)6(dd) + Na2SO4(dd)
Chì(II) sunfat bị phân hủy khi nung trên 1000 °C:
PbSO4(r) → PbO(r) + SO3(k)